# Canton de Firminy
Le canton de Firminy est une circonscription électorale française située dans le département de la Loire et la région Auvergne-Rhône-Alpes.

## Géographie
Ce canton est organisé autour de Firminy dans l'arrondissement de Saint-Étienne. Son altitude varie de 421 m (Çaloire) à 800 m (Firminy).

## Histoire
Créé en 1901, le canton de Firminy a été modifié par décret du 13 juillet 1973 réorganisant les cantons du Chambon-Feugerolles, de Firminy, de Saint-Genest-Malifaux et de Saint-Héand.
Par décret du 26 février 2014, le nombre de cantons du département est divisé par deux, avec mise en application aux élections départementales de mars 2015. Le canton de Firminy est inchangé lors de ce redécoupage.

## Représentation

### Conseillers généraux de 1902 à 2015
| Période | Période                   | Identité                          | Étiquette                            | Qualité |
| ------- | ------------------------- | --------------------------------- | ------------------------------------ | --- |
| 1902    | 1913                      | Marcellin Souhet                  | Radical puis Socialiste              | Négociant en grains et en farines à Firminy Député (1889-1898)                                                     |
| 1913    | 1925                      | Ernest Lafont                     | SFIO puis PC-SFIC puis PSC puis PSdF | Avocat Député (1914-1936) Maire de Firminy (1912-1919) Ministre (1935-1936)                                        |
| 1925    | 1931                      | Antoine Brioude                   | PRS puis SFIO puis Soc.ind.          | Mineur puis négociant Maire de Firminy (1919-1935)                                                                 |
| 1931    | 1937                      | Jean-Baptiste Mallard (1872-1956) | SFIO                                 | Ouvrier métallurgiste puis agent d'assurances Maire d'Unieux (1919-1940), conseiller d'arrondissement              |
| 1937    | 1941 (démission d'office) | Albert Allaud                     | SFIO                                 | Professeur Maire de Firminy Révoqué par le Gouvernement de Vichy                                                   |
|         |                           |                                   |                                      | |
| 1943    | 1944 (décès)              | Antoine Monteiller (1883-1944)    |                                      | Entrepreneur de travaux publics Maire de Firminy (1940-1944) Nommé conseiller départemental en 1943                |
|         |                           |                                   |                                      | |
| 1945    | 1958                      | Claudius Buard                    | PCF                                  | Directeur d'école Conseiller municipal de Saint-Étienne (1945-1958) Sénateur (1946-1948)                           |
| 1958    | 1970                      | Eugène Claudius-Petit             | UDSR puis CD                         | Professeur Député (1945-1948, 1953-1956, 1958-1962 et 1967-1973) Maire de Firminy (1953-1971) Ministre (1948-1954) |
| 1970    | 1988                      | Théo Vial-Massat                  | PCF                                  | Ouvrier électricien Député (1962-1967, 1978-1986 et 1988-1993) Maire de Firminy (1971-1992)                        |
| 1988    | 2000 (décès)              | Antoine Petit                     | PCF                                  | Professeur Adjoint au maire de Firminy                                                                             |
| 2000    | 2015                      | Marc Petit (fils du précédent)    | PCF                                  | Maire de Firminy (2008-2020)                                                                                       |

### Conseillers d'arrondissement (de 1902 à 1940)
| Période                                  | Période | Identité              | Étiquette | Qualité |
| ---------------------------------------- | ------- | --------------------- | --------- | --- |
| 1902                                     |         |                       |           | |
| 1923                                     | 1931    | Jean-Baptiste Mallard | SFIO      | Ouvrier métallurgiste puis agent d'assurances, maire d'Unieux (1919-1940)                                   |
| 1931                                     | 1940    | Laurent Moulin        | SFIO      | |
| 1940                                     |         |                       |           | Les conseils d'arrondissement ont été suspendus par la loi du 12 octobre 1940 et n'ont jamais été réactivés |
| Les données manquantes sont à compléter. |         |                       |           | |

### Conseillers départementaux à partir de 2015
| Période élective | Période élective | Mandat | Mandat   | Identité              | Nuance | Nuance | Qualité |
| ---------------- | ---------------- | ------ | -------- | --------------------- | ------ | ------ | --- |
| 2015             | 2021             | 2015   | 2021     | Nathalie Desa Ferriol |        | FG     | Employée, Unieux |
| 2015             | 2021             | 2015   | 2021     | Marc Petit            |        | DVG    | Maire de Firminy (2008-2020) |
| 2021             | 2028             | 2021   | en cours | Danièle Cinieri       |        | LR     | Ancienne conseillère municipale de Saint-Paul-en-Cornillon                                                                                           |
| 2021             | 2028             | 2021   | en cours | Julien Luya           |        | LR     | Fonctionnaire Maire de Firminy, Vice-Président de la Métropole de Saint-Étienne, 11ème Vice-Président du conseil départemental (ressources humaines) |

### Résultats détaillés

#### Élections de mars 2015
À l'issue du 1er tour des élections départementales de 2015, deux binômes sont en ballottage : Nathalie Desa Ferriol et Marc Petit (FG, 31,79 %) et Jean-Paul Valour et Dominique Vialon (FN, 31,18 %). Le taux de participation est de 49,59 % (10 456 votants sur 21 085 inscrits) contre 48,48 % au niveau départemental et 50,17 % au niveau national.
Au second tour, Nathalie Desa Ferriol et Marc Petit (FG) sont élus avec 58,82 % des suffrages exprimés et un taux de participation de 53,57 % (6 036 voix pour 11 295 votants et 21 085 inscrits).
Marc Petit a été exclu du PCF en 2019.

#### Élections de juin 2021
Le premier tour des élections départementales de 2021 est marqué par un très faible taux de participation (33,26 % au niveau national). Dans le canton de Firminy, ce taux de participation est de 29,25 % (6 038 votants sur 20 640 inscrits) contre 30,05 % au niveau départemental. À l'issue de ce premier tour, deux binômes sont en ballottage : Danièle Cinieri et Julien Luya (LR, 33,1 %) et Christophe Faverjon et Anne-Sophie Putot (PCF, 27,57 %).
Le second tour des élections est marqué une nouvelle fois par une abstention massive équivalente au premier tour. Les taux de participation sont de 34,36 % au niveau national, 31,31 % dans le département et 31 % dans le canton de Firminy. Danièle Cinieri et Julien Luya (LR) sont élus avec 52,59 % des suffrages exprimés (3 096 voix pour 6 402 votants et 20 650 inscrits),,. 

## Composition

### Composition avant 1973
- Commune de Caloire
- Commune de Firminy
- Commune de Fraisses
- Commune de Chazeau
- Commune de Saint-Paul-en-Cornillon
- Commune de Saint-Victor-sur-Loire
- Commune d'Unieux

### Composition depuis 1973
Le canton de Firminy regroupe 5 communes,.
| Nom                             | Code Insee | Intercommunalité        | Superficie (km2) | Population (dernière pop. légale) | Densité (hab./km2) | Modifier                                    |
| ------------------------------- | ---------- | ----------------------- | ---------------- | --------------------------------- | ------------------ | ------------------------------------------- |
| Firminy (bureau centralisateur) | 42095      | Saint-Étienne Métropole | 10,45            | 17 128 (2022)                     | 1 639              | modifier les données · modifier les données |
| Caloire                         | 42031      | Saint-Étienne Métropole | 4,70             | 322 (2022)                        | 69                 | modifier les données · modifier les données |
| Fraisses                        | 42099      | Saint-Étienne Métropole | 4,63             | 3 825 (2022)                      | 826                | modifier les données · modifier les données |
| Saint-Paul-en-Cornillon         | 42270      | Saint-Étienne Métropole | 3,72             | 1 348 (2022)                      | 362                | modifier les données · modifier les données |
| Unieux                          | 42316      | Saint-Étienne Métropole | 8,58             | 8 495 (2022)                      | 990                | modifier les données · modifier les données |
| Canton de Firminy               | 4206       |                         | 32,08            | 31 118 (2022)                     | 970                | modifier les données                        |

## Démographie

### Démographie avant 2015
| 1962   | 1968   | 1975   | 1982   | 1990   | 1999   | 2006   | 2011   | 2012   |
| ------ | ------ | ------ | ------ | ------ | ------ | ------ | ------ | ------ |
| 38 163 | 38 262 | 39 283 | 37 472 | 36 433 | 33 152 | 32 119 | 31 228 | 31 335 |

### Démographie depuis 2015
En 2022, le canton comptait 31 118 habitants, en évolution de −0,27 % par rapport à 2016 (Loire : +1,32 %, France hors Mayotte : +2,11 %).
| 2013   | 2018   | 2022   |
| ------ | ------ | ------ |
| 31 351 | 30 783 | 31 118 |